# Hermann Cohen (Geistlicher)

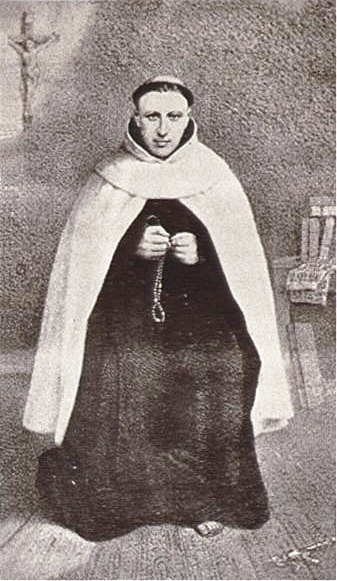
P. Augustin Maria vom heiligsten Sakrament im Habit der Unbeschuhten Karmeliten, 1850

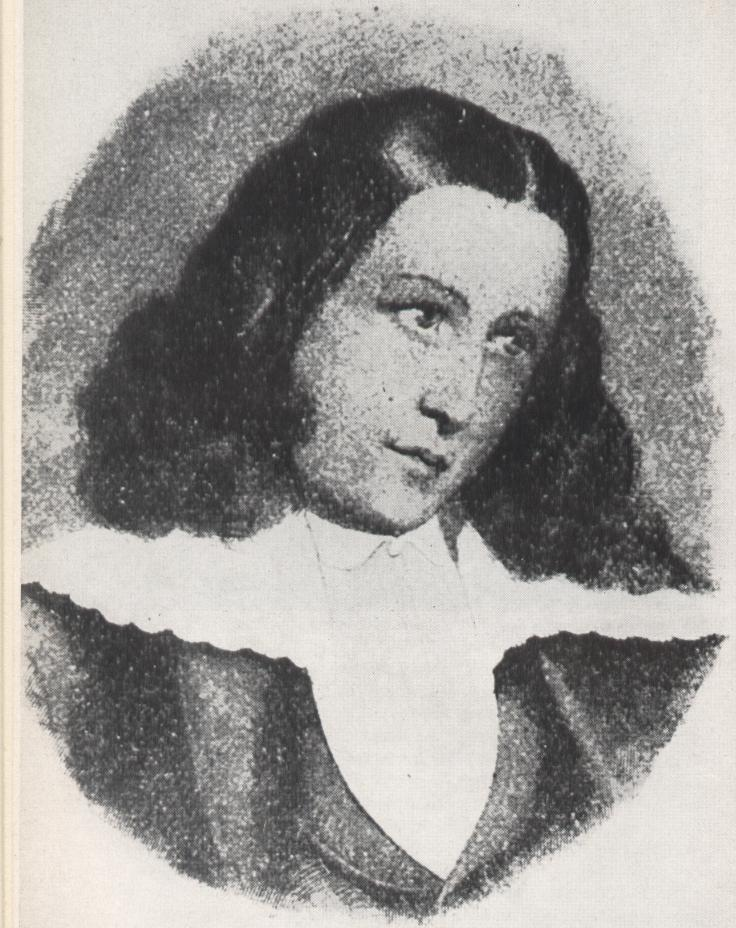
Herman Cohen als jugendlicher Pianist, Paris, um 1835

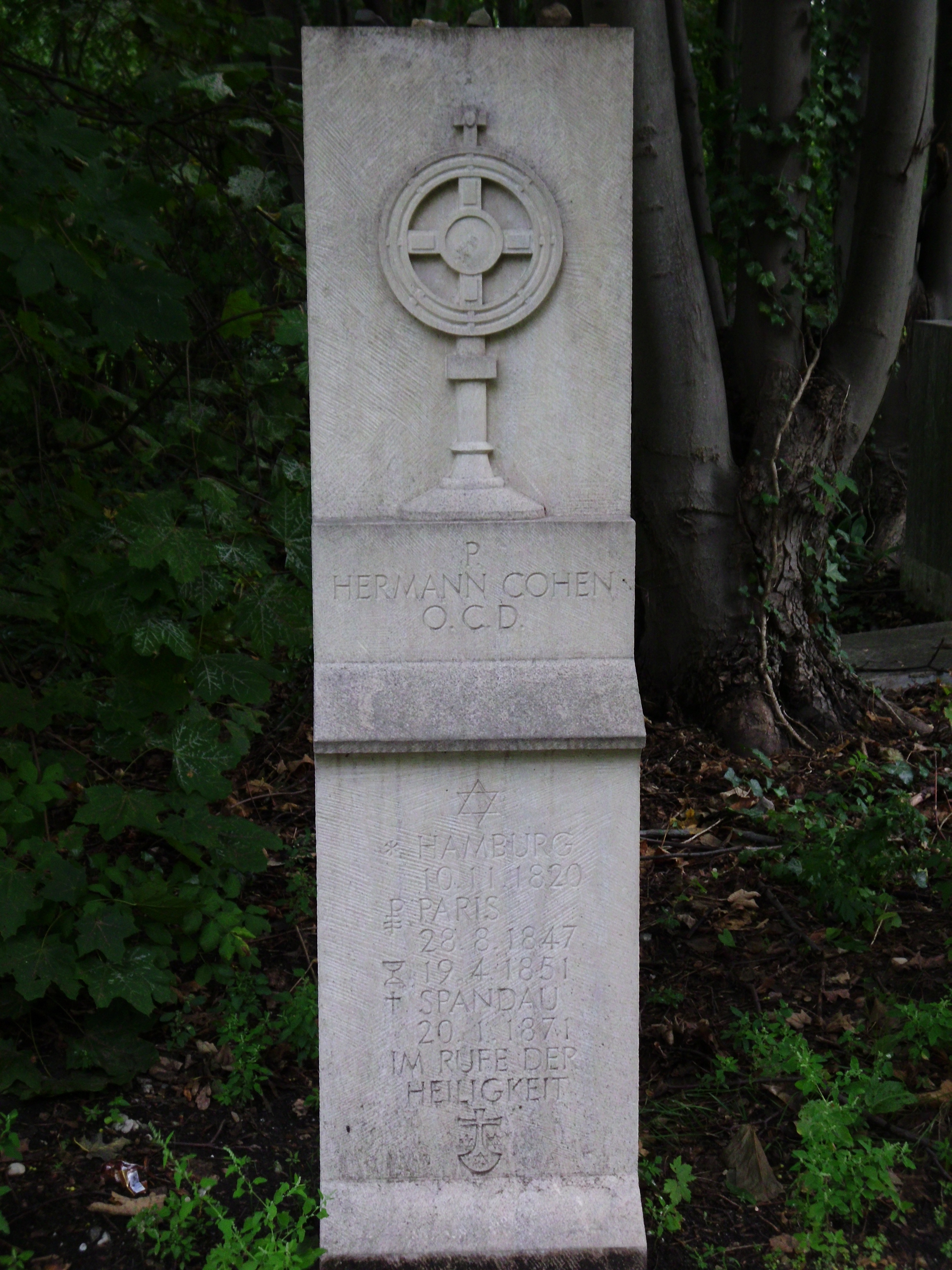
Kenotaph P. Hermann Cohens OCD auf dem Domfriedhof von St. Hedwig (2011)

Hermann Cohen OCD, Ordensname Augustin Maria vom heiligsten Sakrament, (* 10. November 1820 in Hamburg; † 20. Januar 1871 in Spandau) war ein Pianist und Priester im Orden der Brüder der allerseligsten Jungfrau Maria vom Berge Karmel (Karmeliten).

## Leben
Hermann Cohen kam 1820 als Sohn einer jüdischen Bankiersfamilie in Hamburg zur Welt. Er wurde in Paris Schüler von Franz Liszt und als musikalisches Wunderkind bekannt. Bald war er einer der gefragtesten Pianisten seiner Zeit und führte ein sowohl ausschweifendes als auch kostspieliges Leben; zeitweise spielte er exzessiv. Die wegen ihres unkonventionellen Lebensstils bekannte Schriftstellerin George Sand gehörte zu seinem engsten Freundeskreis, führte Cohen in die Pariser Gesellschaft ein und gab ihm den Spitznamen „Puzzi“.
Als er gerade eine Liaison mit einer Zirkusreiterin hatte, vertrat er im Mai 1847, im Rahmen seiner Musikarbeit, einen Chorleiter bei einem katholischen Gottesdienst. Hier überkam ihn – nach eigenen Angaben völlig unerwartet – ein Gefühl, demzufolge ihm sein bisheriges Leben fragwürdig und sinnlos vorkam. Cohen suchte zunächst Rat bei dem zum Katholizismus konvertierten Juden und Geistlichen Théodore Ratisbonne. Dieser bereitete ihn auf die Taufe vor. 1847 konvertierte auch Cohen zum christlichen Glauben und wurde am 28. August des Jahres durch die Taufe in die römisch-katholische Kirche aufgenommen.
1849 trat er dem Orden der Unbeschuhten Karmeliten in Le Broussey bei Bordeaux bei. Bei der Einkleidung erhielt er den Ordensnamen Augustin Maria vom heiligsten Sakrament (Augustin Marie du Très Saint Sacrement). Br. Augustin Maria legte die erste Profess am 7. Oktober 1850 ab und empfing 1851 die Priesterweihe. Im Rahmen seiner Tätigkeit als Prediger und Volksmissionar in Frankreich gründete er 1859 in Lyon die „Bruderschaft der Danksagung“, eine Laiengemeinschaft für die eucharistische Anbetung. 1863 gründete er die erste Niederlassung der Unbeschuhten Karmeliten in London. 1868 kehrte er zunächst nach Frankreich zurück. Im Deutsch-Französischen Krieg 1870/71 wurde „der deutsche Pater“ wegen seiner Herkunft der Spionage verdächtigt und verließ Frankreich. An der Kirche St. Marien am Behnitz in Spandau war er als Seelsorger der 4.500 französischen Kriegsgefangenen tätig, die in Spandau in einem Zeltlager und einem Barackenlager untergebracht waren. Er starb an den Folgen einer Pockeninfektion, die er sich bei der Gefangenenseelsorge zuzog.
Die Brüder Cohens, Albert und Louis Cohen, gründeten 1856 eine Schuhfabrik in Hamburg, die späteren Phoenix-Werke.

## Verehrung

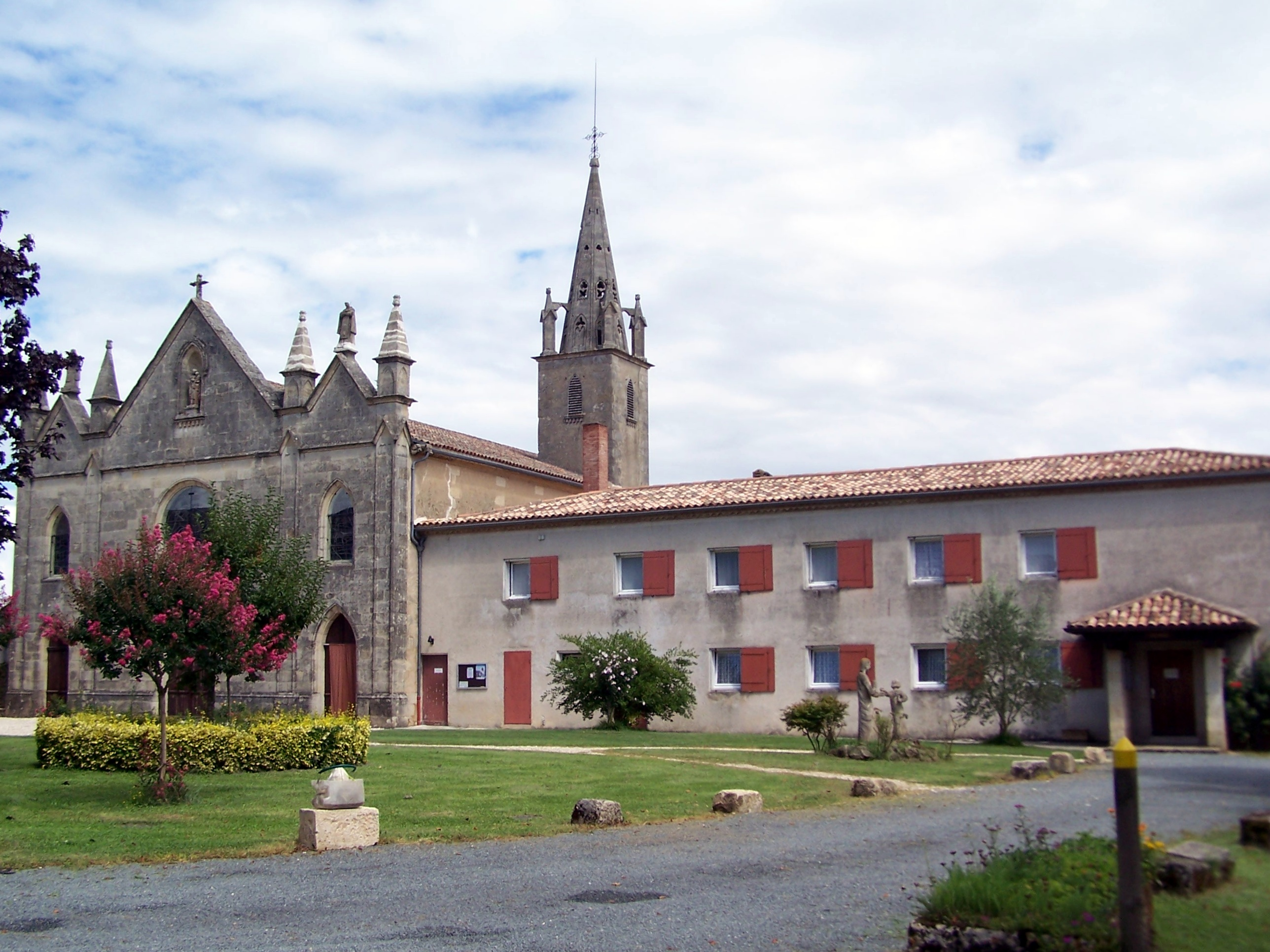
Kloster Broussey (2014)

Das Grab P. Augustin Maria Cohens befand sich zuerst in der Krypta der Sankt-Hedwigs-Kathedrale in Berlin, nach dem Zweiten Weltkrieg auf dem Sankt-Hedwigs-Friedhof.
Die Reliquien wurden am 2. Dezember 2008 von Berlin in die Klosterkirche Le Broussey in Rions überführt, wo Cohen seit 1868 Novizenmeister war. Nach der Erhebung der Gebeine P. Augustin Marias vor einigen Jahren eröffnete der Erzbischof von Bordeaux, Jean-Pierre Ricard, im April 2016 das Seligsprechungsverfahren.